# Waterhouse Island (Tasmania)
Waterhouse Island è un'isola che fa parte del Waterhouse Island Group e si trova nello stretto di Bass in Tasmania (Australia). L'isola appartiene alla municipalità di Dorset. Parte dell'isola (107 ettari) è stata proclamata area protetta il 28 settembre 2011 (Waterhouse Island Conservation Area).

## Geografia
Waterhouse si trova a ovest dello stretto di Banks, parte dello stretto di Bass, e di Cape Portland (la punta nord-est della Tasmania); è situata a sud-ovest di Cape Barren Island e Clarke Island che fanno parte delle isole Furneaux. L'isola ha una superficie di 2,87 km². Un faro si trova a nord dell'isola.
Il Waterhouse Island Group comprende le isole adiacenti alla costa della parte nord-orientale della Tasmania: Little Waterhouse, Swan, Little Swan, Cygnet, Foster, St Helens, Ninth, Tenth, Paddys, Maclean e Baynes, oltre agli isolotti Bird Rock e George Rocks e gli scogli adiacenti.

### Fauna
Fino agli anni Settanta, l'attività di pascolo aveva portato a un degrado della vegetazione che aveva colpito le colonie di Ardenna. Gli attuali proprietari hanno recintato le aree vulnerabili e hanno intrapreso un ampio programma di ripristino della vegetazione.  Si sono ora stabilizzate le colonie del pinguino minore blu e della berta codacorta.

## Toponimo
L'isola prende il nome di Henry Waterhouse (1770 – 1812) della Royal Navy capitano della HMS Reliance.